# Calomera littoralis
Calomera littoralis es una especie de escarabajo del género Calomera, familia Carabidae. Fue descrita científicamente por Fabricius en 1787.
Esta especie habita en Francia, Austria, Chequia, Eslovaquia, Hungría, Ucrania, Portugal, España, Italia, Croacia, Bosnia y Herzegovina, Yugoslavia, Macedonia del norte, Albania, Grecia, Bulgaria, Rumania, Moldavia, Marruecos, Argelia, Túnez, Libia, Egipto, Israel, Palestina, Jordán, Líbano, Siria, 
Chipre, Irak, Arabia Saudita, Irán, Georgia, Armenia, Azerbaiyán, Kazajistán, Uzbekistán, Turkmenistán, Kirguistán, Tayikistán, Afganistán, China, Pakistán, Rusia y Mongolia.
Su cuerpo es aplanado y mide aproximadamente 10–17 mm. Las cubiertas de sus alas son de color verde brillantemente oscuro, con manchas claras simétricamente y gris azulado. Sus patas son alargadas, lo que facilita su movimiento. 